# Driedaagse van West-Vlaanderen 2013
De Driedaagse van West-Vlaanderen 2013 was de 14e editie van deze wielerwedstrijd die sinds 1999 wordt verreden in de Belgische provincie West-Vlaanderen. De wedstrijd vond plaats van 1 tot 3 maart. Deze wedstrijd maakte deel uit van de UCI Europe Tour 2013. Ze werd gewonnen door Kristof Vandewalle.

## Etappe-overzicht
| Etappe    | Datum   | Start       | Finish      | afstand       | Winnaar            | Ploeg                   | Leider             |
| --------- | ------- | ----------- | ----------- | ------------- | ------------------ | ----------------------- | ------------------ |
| Proloog   | 1 maart | Middelkerke | Middelkerke | 007,0 km (IT) | Kristof Vandewalle | Omega Pharma-Quick Step | Kristof Vandewalle |
| 1e etappe | 2 maart | Brugge      | Harelbeke   | 175,4 km      | Danilo Napolitano  | Accent-Wanty            | Kristof Vandewalle |
| 2e etappe | 3 maart | Nieuwpoort  | Ichtegem    | 181,8 km      | Gerald Ciolek      | MTN-Qhubeka             | Kristof Vandewalle |

## Etappe-uitslagen

### Proloog
| Middelkerke (7 km) |                    |                         |       |
| Plaats             | Naam               | Ploeg                   | Tijd  |
| Winnaar            | Kristof Vandewalle | Omega Pharma-Quick Step | 8'09" |
| 2                  | Tiago Machado      | RadioShack-Leopard      | +8"   |
| 3                  | Gert Steegmans     | Omega Pharma-Quick Step | +9"   |
| 4                  | Niki Terpstra      | Omega Pharma-Quick Step | z.t.  |
| 5                  | Tobias Ludvigsson  | Argos-Shimano           | z.t.  |
| 6                  | Stijn Devolder     | RadioShack-Leopard      | +10"  |
| 7                  | Johan Le Bon       | FDJ                     | +11"  |
| 8                  | Mark Cavendish     | Omega Pharma-Quick Step | +12"  |
| 9                  | Matthieu Ladagnous | FDJ                     | +14"  |
| 10                 | Patrick Gretsch    | Argos-Shimano           | +15"  |

### 1e etappe
| Brugge - Harelbeke (175,4 km) |                    |                             |          |
| Plaats                        | Naam               | Ploeg                       | Tijd     |
| Winnaar                       | Danilo Napolitano  | Accent-Wanty                | 4u06'12" |
| 2                             | Tom Van Asbroeck   | Topsport Vlaanderen-Baloise | z.t.     |
| 3                             | Barry Markus       | Vacansoleil-DCM             | z.t.     |
| 4                             | Kenny van Hummel   | Vacansoleil-DCM             | z.t.     |
| 5                             | Jarl Salomein      | Topsport Vlaanderen-Baloise | z.t.     |
| 6                             | Gediminas Bagdonas | AG2R-La Mondiale            | z.t.     |
| 7                             | Adrien Petit       | Cofidis                     | z.t.     |
| 8                             | Kenny Dehaes       | Lotto-Belisol               | z.t.     |
| 9                             | Dylan Groenewegen  | Cyclingteam De Rijke-Shanks | z.t.     |
| 10                            | Yves Lampaert      | Topsport Vlaanderen-Baloise | z.t.     |

### 2e etappe
| Nieuwpoort - Ichtegem (181,8 km) |                     |                   |          |
| Plaats                           | Naam                | Ploeg             | Tijd     |
| Winnaar                          | Gerald Ciolek       | MTN-Qhubeka       | 4u19'01" |
| 2                                | Adrien Petit        | Cofidis           | z.t.     |
| 3                                | Bobbie Traksel      | Champion System   | z.t.     |
| 4                                | Stefan van Dijk     | Accent-Wanty      | z.t.     |
| 5                                | Roy Jans            | Accent-Wanty      | z.t.     |
| 6                                | Kurt Hovelijnck     | Crelan-Euphony    | z.t.     |
| 7                                | Jonathan Cantwell   | Team Saxo-Tinkoff | z.t.     |
| 8                                | Alessandro Bazzana  | Unitedhealthcare  | z.t.     |
| 9                                | Jonas Van Genechten | Lotto-Belisol     | z.t.     |
| 10                               | Aleksandr Porsev    | Katusha           | z.t.     |

## Eindklassement
| Plaats    | Naam               | Ploeg                       | Tijd     |
| --------- | ------------------ | --------------------------- | -------- |
| Gele trui | Kristof Vandewalle | Omega Pharma-Quick Step     | 8u33'22" |
| 2         | Tobias Ludvigsson  | Argos-Shimano               | +6"      |
| 3         | Niki Terpstra      | Omega Pharma-Quick Step     | +7"      |
| 4         | Tiago Machado      | RadioShack-Leopard          | +8"      |
| 5         | Johan Le Bon       | FDJ                         | +11"     |
| 6         | Mark Cavendish     | Omega Pharma-Quick Step     | +12"     |
| 7         | Jelle Wallays      | Topsport Vlaanderen-Baloise | z.t.     |
| 8         | Matthieu Ladagnous | FDJ                         | +14"     |
| 9         | František Raboň    | Omega Pharma-Quick Step     | +15"     |
| 10        | Roger Kluge        | Team NetApp-Endura          | +18"     |

<< ·
2004 · 
2005 ·
2006 · 2007 · 2008 · 2009 · 2010 · 2011 · 2012 · 2013 · 2014 · 2015 · 2016 · 
2017 · 2018
Etappewedstrijden

 Ster van Bessèges · 
 Ronde van de Middellandse Zee · 
 Ruta del Sol · 
 Ronde van de Algarve · 
 Ronde van de Haut-Var · 
 Driedaagse van West-Vlaanderen · 
 Internationale Wielerweek · 
 Internationaal Wegcriterium · 
 Driedaagse van De Panne-Koksijde · 
 Ronde van de Sarthe · 
 Ronde van Trentino · 
 Ronde van Turkije · 
 Ronde van Asturië · 
 Vierdaagse van Duinkerke · 
 Ronde van Azerbeidzjan · 
 Szlakiem Grodòw Piastowskich · 
 Ronde van Castilië en León · 
 Ronde van Picardië · 
 Ronde van Noorwegen · 
 World Ports Classic · 
 Ronde van Beieren · 
 Ronde van België · 
 Tour des Fjords · 
 Ronde van Estland · 
 Ronde van Luxemburg · 
 Boucles de la Mayenne · 
 Ster ZLM Toer · 
 Ronde van Slovenië · 
 Route du Sud · 
 Ronde van Oostenrijk · 
 Sibiu Cycling Tour · 
 Ronde van Wallonië · 
 Ronde van Portugal · 
 Ronde van Denemarken · 
 Ronde van de Ain · 
 Ronde van Burgos · 
 Arctic Race of Norway · 
 Ronde van de Limousin · 
 Ronde van Poitou-Charentes · 
 Wielerweek van Lombardije · 
 Ronde van Groot-Brittannië · 
 Ronde van Gévaudan Languedoc-Roussillon · 
 Eurométropole Tour
Eendaagse wedstrijden

 GP La Marseillaise · 
 Grote Prijs van de Etruskische Kust · 
 Trofeo Palma · 
 Trofeo Ses Salines · 
 Trofeo Serra de Tramuntana · 
 Trofeo Platja de Muro · 
 Trofeo Laigueglia · 
 Ronde van Murcia · 
 Omloop Het Nieuwsblad · 
 Classic Sud Ardèche · 
 GP Lugano · 
 Clásica de Almería · 
 Kuurne-Brussel-Kuurne · 
 La Drôme Classic · 
 Le Samyn · 
 GP Città di Camaiore · 
 Strade Bianche · 
 Roma Maxima · 
 Ronde van Drenthe · 
 Dwars door Drenthe · 
 Nokere Koerse · 
 GP Nobili Rubinetterie · 
 Handzame Classic · 
 Classic Loire-Atlantique · 
 Grote Prijs van Cholet-Pays de Loire · 
 Dwars door Vlaanderen · 
 Route Adélie de Vitré · 
 Volta Limburg Classic · 
 Grote Prijs Miguel Indurain · 
 Ronde van La Rioja · 
 Scheldeprijs · 
 GP Pino Cerami · 
 Klasika Primavera · 
 Parijs-Camembert · 
 Brabantse Pijl · 
 GP Denain · 
 Ronde van de Finistère · 
 Tro Bro Léon · 
 Ronde van Keulen · 
 La Roue Tourangelle · 
 Rund um den Finanzplatz Eschborn-Frankfurt · 
 Ronde van de Somme · 
 ProRace Berlin · 
 Grote Prijs van Plumelec · 
 Boucles de l'Aulne · 
 Ronde van Zeeland Seaports · 
 Trofeo Melinda · 
 GP Kanton Aargau · 
 Ronde van Limburg · 
 Ronde van de Apennijnen · 
 Halle-Ingooigem · 
 Trofeo Matteotti · 
 Prueba Villafranca de Ordizia · 
 GP Industria & Artigianato-Larciano · 
 Ronde van Toscane · 
 Circuito de Getxo · 
 Polynormande · 
 RideLondon Classic · 
 GP Stad Zottegem · 
 Dutch Food Valley Classic · 
 Châteauroux Classic de l'Indre · 
 Druivenkoers Overijse · 
 Ronde van Veneto · 
 Schaal Sels · 
 Memorial Rik Van Steenbergen · 
 Brussels Cycling Classic · 
 GP Fourmies · 
 Ronde van de Doubs · 
 GP Jef Scherens · 
 Coppa Bernocchi · 
 Coppa Agostoni · 
 GP van Wallonië · 
 Ronde van de Drie Valleien · 
 Kampioenschap van Vlaanderen · 
 Memorial Marco Pantani · 
 Grote Prijs Impanis-Van Petegem · 
 GP van Isbergues · 
 GP Industria & Commercio di Prato · 
 Omloop van het Houtland · 
 Duo Normand · 
 Milaan-Turijn · 
 Ronde van Piëmont · 
 Ronde van het Münsterland · 
 Pro Cycling Marathon · 
 Ronde van de Vendée · 
 Memorial Frank Vandenbroucke · 
 Coppa Sabatini · 
 Parijs-Bourges · 
 Ronde van Emilia · 
 GP Beghelli · 
 Parijs-Tours · 
 Nationale Sluitingsprijs · 
 Ronde van Romagna · 
 Chrono des Nations